# روزيني ادولفو
روزيني ادولفو (بالبرتغالية: Rosinei Adolfo‏) (3 مايو 1983 في البرازيل - ) هو لاعب كرة قدم برازيلي في مركز الوسط. لعب مع أتلتيكو مينييرو وريال مورسيا وسانتوس لاغونا ونادي أمريكا ونادي إنترناسيونال ونادي بارانا ونادي ساو كايتانو ونادي كروزيرو ونادي كوريتيبا ونادي كورينثيانز وEsporte Clube Tigres do Brasil ‏.

## روابط خارجية
- روزيني ادولفو على موقع قاعدة بيانات كرة القدم.إي يو (الإنجليزية)
- روزيني ادولفو على موقع Soccerway.com (الإنجليزية)